# Kyselica
Kyselica, ungarisch Keszölcés ist eine Gemeinde im Südwesten der Slowakei mit 270 Einwohnern (Stand 31. Dezember 2024). Sie gehört zum Okres Dunajská Streda, einem Teil des Trnavský kraj.

## Geographie
Die Gemeinde befindet sich im Mittelteil der Großen Schüttinsel, einem Teil des slowakischen Donautieflands. Ein Teil des Gemeindegebiets ist vom Ort durch den Kanal des Donau-Wasserkraftwerks Gabčíkovo abgeschnitten. Das Ortszentrum liegt auf einer Höhe von 122 m n.m. und ist achteinhalb Kilometer von Šamorín, 19 Kilometer von Dunajská Streda sowie 33 Kilometer von Bratislava entfernt.
Nachbargemeinden sind Rohovce im Norden und Osten, Vojka nad Dunajom und Dunasziget (H) im Süden, Dobrohošť im Westen und Báč im Nordwesten.

## Geschichte
Kyselica wurde zum ersten Mal 1296 als Keszulche schriftlich erwähnt; andere Quellen geben schon das Jahr 1205 an. Es gehörte zum Besitz des Erzbistums Gran, deren örtliche Güter von Vajka aus verwaltet wurden. Die Einwohner waren bis zum Ende des Feudalismus im 19. Jahrhundert Prädialisten (Angehörige niederen Adels) des Erzbistums. 1828 zählte man 39 Häuser und 281 Einwohner.
Bis 1919 gehörte der im Komitat Pressburg liegende Ort zum Königreich Ungarn und kam danach zur Tschechoslowakei beziehungsweise heute Slowakei. 1938–45 lag er aufgrund des Ersten Wiener Schiedsspruchs noch einmal in Ungarn. 1940 wurde das Dorf in die damals ungarische Gemeinde Vajka, heute Vojka nad Dunajom eingegliedert, 1989 kam es hingegen zur Eingemeindung nach Rohovce.
Seit dem 1. Juli 1993 ist Kyselica wieder selbstständig.

## Bevölkerung
| Jahr                | 1994 | 2004    | 2014     | 2024  |
| ------------------- | ---- | ------- | -------- | ----- |
| Anzahl der Personen | 124  | 136     | 150      | 270   |
| Unterschied         |      | +9,67 % | +10,29 % | +80 % |

| Jahr                | 2023 | 2024    |
| ------------------- | ---- | ------- |
| Anzahl der Personen | 254  | 270     |
| Unterschied         |      | +6,29 % |

Nach der Volkszählung 2011 wohnten in Kyselica 151 Einwohner, davon 114 Magyaren, 24 Slowaken sowie jeweils ein Deutscher und Mährer. 11 Einwohner machten keine Angabe. 128 Einwohner bekannten sich zur römisch-katholischen Kirche,  drei Einwohner zur evangelischen Kirche A. B., zwei Einwohner zur altkatholischen Kirche und ein Einwohner zur jüdischen Gemeinde. Sieben Einwohner waren konfessionslos und bei zehn Einwohnern wurde die Konfession nicht ermittelt.

## Bauwerke
- Rosalienkapelle im neoklassizistischen Stil aus dem Jahr 1898

## Verkehr
Über den Kanal verkehrt eine Autofähre nach Vojka nad Dunajom.